# Jérôme Noetinger
Jérôme Noetinger est un compositeur et improvisateur de musique électroacoustique né à Marseille le 25 avril 1966.

## Biographie
Après son premier fanzine, Les Iroquois en Folie, réalisé en 1983 à Caen, Noetinger rencontre les membres du groupe Déficit Des Années Antérieures (DDAA) qui lui font découvrir tout un pan des musiques expérimentales internationales et l’esprit do-it-yourself qui l’accompagne. Il créera un autre fanzine avec leur collaboration, Vision et conception du monde. Il débutera aussi un label cassette, Déviation Culturelle.
De 1986 à 1988, Noetinger suit des cours d'électroacoustique avec Xavier Garcia au COREAM (Collectif de recherche électroacoustique et d'action musicale), à Fontaine, en Isère. 
En 1987, Noetinger crée, aux côtés de Christophe Auger, Christophe Marzal et Richard Antez la cellule d'intervention Metamkine qui mélange projection de diapositives, projections super 8 et 16mm et dispositif électroacoustique. Cette "cellule" devient un trio en 1991, composé de Christophe Auger, Jérôme Noetinger et Xavier Quérel. Celle-ci collabore notamment avec Nachtluft, Voice Crack, Tom Cora, Keith Rowe et au sein de Kinobits,,,.
Noetinger joue en solo ou accompagné, et multiplie les collaborations plus ou moins régulières depuis la fin des années 1980 avec par exemple Lionel Marchetti, Michel Doneda, Lê Quan Ninh, Sophie Agnel, eRikm, Daunik Lazro, Axel Dörner, Martine Altenburger, Anthony Pateras, Dominique Répécaud, Anne-Laure Pigache, Aude Romary, Angelica Castello, Anthony Laguerre, Anne-Julie Rollet, Matt Pogo, Francisco Meirino, Jean-Philippe Gross, Lionel Fernandez, etc. Il est membre du UN, grand ensemble d’improvisation depuis 2019,. 
Il fait partie depuis 1997 du collectif MIMEO ("Music in movement electronic orchestra"), avec Phil Durrant, Christian Fennesz, Cor Fuhler, Thomas Lehn, Kaffe Matthews, Gert-Jan Prins, Peter Rehberg, Keith Rowe, Marcus Schmickler, Rafael Toral et Markus Wettstein.
Sa technique musicale se base sur un dispositif électroacoustique regroupant magnétophones à bande Revox, table de mixage, synthétiseurs analogiques, effets, micros-contacts et haut-parleurs.  
Parallèlement à ses activités de musicien, Noetinger dirige de sa création en 1987 jusqu'à avril 2018 le catalogue de vente par correspondance Metamkine, spécialisé dans les musiques électroacoustiques et improvisées,.  
Il dirige de 1989 à 2014 le magazine musical trimestriel Revue & Corrigée.
Noetinger a été également membre du 102, lieu alternatif grenoblois fondé en 1983 et qui programme concerts, performances et cinéma expérimental,.

## Discographie

### En solo
- 2023 : Outside Supercolor – CD – ROOM40
- 2022 : Sur quelques mondes étranges – 2LP – Gagarin
- 2018 : dR – CD – Pied Nu
- 1992 : Gloire à… – mini-CD – Metamkine

### En collaboration
- 2023 : Hidros9 Mirrors de Mats Gustafsson – CD – Trost
- 2023 : 15 coruscations avec Anthony Pateras – CD – Penultimate Press
- 2023 : Drainage, in six parts avec Francisco Meirino – CD Klanggalerie
- 2023 : Méandre(s)  avec Le UN – Livre + CD + DVD – UnRec
- 2022 : Untitled 20:31 avec Okkyung Lee on "Two duos" – LP – Otoroku
- 2022 : Maiandros avec Antoine Chessex + Francisco Meirino – LP – Cave12
- 2022 : Top avec Lasse Marhaug – CD – Erstwhile
- 2022 : Le Havre avec Le UN – LP+CD – UnRec
- 2021 : Outer Blanc avec Lionel Fernandez – LP SonorisLP04 – CD – Sonoris
- 2021 : Nos cadavres avec Jean-Philippe Gross – CD – Eich
- 2021 : J'entends pas de musique avec Christian Malfray – CD – CHUST
- 2021 : John Cage – Variations VII avec Lê Quan Ninh, Nadia Lena, Aurélie Maisonneuve, Emilie Mousset, Julien Rabin – CD – Epicentre Editions
- 2020 : Revox, paper, scissors avec Liz Rácz – cassette – Tapeworm
- 2020 : DnT avec Anthony Laguerre – CD – REV009|AGO122
- 2019 : Camera Obscura avec Trigger – CD – Bocian
- 2019 : A Sunset for Walter avec Anthony Pateras – LP – Penultimate Press
- 2018 : Crackfinder avec Robert Piotrowicz + Anna Zaradny – LP Musica Genera
- 2018 : La cave des étendards avec Sec_ – CD – Mikroton
- 2018 : Disturbio avec Angélica Castelló – CD – Mikroton
- 2017 : Beauty will be amnesiac or will not be at all avec Anthony Pateras +  Synergy Percussion – CD – Immediata
- 2017 : Discordes avec Aude Romary – CD – Vand'œuvre
- 2016 : Filarium avec Michel Chion + Lionel Marchetti – 2CD – Vand'œuvre
- 2016 : Plastic Concrete / Accumulation avec Antoine Chessex + Appartment House – CD – Bocian
- 2016 : Les voix de l'invisible avec Ensemble Phoenix – LP – Bocian
- 2015 : Mad Among The Mad avec Thymolphthalein – CD – Immediata
- 2014 : Faire face avec Jean Guédon – CDr + photos – éditions Litan
- 2012 : Testacoda avec Sec_ – LP – Bocian
- 2012 : Craquer les liants avec Tankj – CD – trAce Label
- 2011 : Paris – Genève avec Lionel Marchetti – LP – Corpses Beneath The Bed
- 2011 : Ni maitre, ni marteau avec Thymolphthalein – LP – Editions Mego
- 2011 : Face off avec Will Guthrie – CD – Erstwhile
- 2011 : Nervures avec eRikm + Michel Doneda – LP – Entracte
- 2011 : Wrestling avec Kevin Drumm + Robert Piotrowicz – 45 tours – Bocian
- 2009 : Dos d'ânes avec eRikm + Michel Doneda – CD – Ronda
- 2009 : Live at festival NPAI 2007 avec Qwat Neum Sixx – CD – Amor Fati
- 2009 : Craquer les liants avec Tankj – LP – Bloc Thyristors
- 2006 : En concert à la salle des fêtes avec Quintet Avant – CD – Editions Mego
- 2007 : Sight avec MIMEO – CD – Cathnor Recordings
- 2005 : Sion avec David Chiesa, Jean-Luc Guionnet, Lionel Marchetti – CDr – w.m.o/r
- 2004 : Les 120 jours avec Michel Chion + Lionel Marchetti – 2CD – Fringes
- 2004 : Moov spot avec Axel Dörner + Cor Fuhler – CD – Musica Genera
- 2004 : Psychotic reactions & lightnin’rag avec Fabrice Eglin – CD – A Bruit Secret
- 2004 : Lifting concrete lightly avec MIMEO – 3CD – Serpentine Gallery
- 2003 : What a wonderful world avec eRikm – CD – Erstwhile
- 2003 : Untitled avec W. Dafeldecker, C. Kurzmann, K. Drumm, eRikm, Dieb13 – CD – Charhizma
- 2002 : The hands of Caravaggio avec MIMEO + John TILBURY – CD – Erstwhile
- 2002 : Floppy nails avec Quintet Avant – LP – Mego
- 2002 : ASBL avec Soixante Etages – CD – 33revpermi
- 2001 : Mort aux vaches avec Lionel Marchetti – CD – Staalplaat
- 2001 : double_wash avec Voice Crack + Lionel Marchetti – CD – Grob
- 2001 : rouge gris bruit avec Sophie Agnel + Lionel Marchetti – CD – Potlatch
- 2000 : untitled avec Lionel Marchetti + Lionel Werchowski – CD – Corpus Hermeticum
- 1999 : Electric chair + table avec MIMEO – 2CD – Grob
- 1998 : s/t avec MIMEO – CD – Perdition Plastics
- 1997 : De sa bouche de loup avec Soixante Etages – CD – 33revper